# Cycas pschannae
{{#ifeq:0|0|{{#if:|{{#if:Cycaspschannae|[[]}}|}}}}
Cycas pschannae — вид саговників, ендемік Андаманських островів.